# Fat City (Film)
Fat City ist ein 1971 entstandenes Boxerdrama von John Huston mit Jeff Bridges und Stacy Keach in den Hauptrollen. Die Romanvorlage gleichen Namens lieferte 1969 Leonard Gardner, der zu diesem Film auch das Drehbuch verfasste.

## Handlung
Stockton in Kalifornien. Der Boxer Billy Tully hat seine besten Jahre hinter sich. Seine Frau hat ihn längst verlassen und der Alkohol ist sein bester Freund geworden. Er jobbt ziellos herum, etwa als Obst- und Gemüsepflücker in einer Reihe mit Gastarbeitern. Um sich wieder in Form zu bringen, besucht er ein Fitnesscenter, um mit dem jugendlichen Sparringspartner Ernie Munger, einer 18-jährigen Nachwuchshoffnung, ein paar Runden zu boxen. Billy findet, dass Ernie über einiges Potenzial verfügt, und schlägt ihm vor, seinen früheren Manager und Trainer Ruben, dem er allerdings den Fehlschlag seines letzten Kampfes anlastet, aufzusuchen. Später trifft Billy die regelmäßige Kneipenbesucherin Oma und ihren Freund Earl und berichtet den beiden, wie sehr er von der Box-Nachwuchshoffnung beeindruckt sei. Dies lässt auch in Billy den Entschluss reifen, es selbst noch einmal mit dem Boxen zu versuchen, um ein Comeback anzustreben. Als Earl für eine Missetat einige Monate in den Knast einfahren muss, sieht Billy darin die Chance, bei dessen Freundin Oma zu landen und diese ihm auszuspannen. Oma ist leicht entflammbar, und beider sich entwickelnde Beziehung erweist sich rasch als volatil.
Derweil tritt Ernie Munger seinen ersten Boxkampf an, den er prompt mit gebrochener Nase verliert. Auch der nächste Fight geht verloren. Ernies Leben droht ähnlich zu verlaufen wie Billys. Der junge Mann, kaum volljährig, wird in eine Ehe mit Faye gedrängt, die von ihm schwanger ist. So landet Nachwuchshoffnung Ernie ebenfalls in den Obstplantagen, um dort als Pflücker wenigstens ein bisschen Geld zu verdienen. Tully hat sich in der Zwischenzeit ganz auf sein Comeback vorbereitet. Als Gegner wurde ihm ein beinharter Mexikaner namens Lucero ausgesucht, der ebenfalls seine besten Jahre hinter sich und reichlich Schmerzen hat. Beide kämpfen gegeneinander, so als würde es um ihr Leben gehen. Die alternden Boxer gehen zu Boden, doch wird Tully zum Sieger erklärt. Als Billy erfährt, dass er ganze mickrige 100 Dollar gewonnen hat, fühlt er sich erneut von Manager Ruben betrogen und kündigt die Geschäftsbeziehung zu ihm auf. Niedergeschlagen geht Billy zu Oma, um wenigstens bei ihr Trost zu finden. Doch er findet sie in den Armen von Earl wieder, der mittlerweile aus dem Gefängnis entlassen worden ist. Earl macht Billy klar, dass Alkoholikerin Oma nichts mehr mit ihm, Tully, zu tun haben wolle.
Als Ernie Munger eines Nachts von einem Boxkampf heimkehrt, sieht er Tully betrunken die Straße entlang torkeln. Munger versucht, ihm aus dem Weg zu gehen, doch Billy will mit ihm einen trinken gehen, und so schlendern sie in die nächste Bar, wo sich Ernie nur auf einen Kaffee einlassen will, da er befürchtet, so wie das schlechte Vorbild vor Augen, Billy Tully, zu enden. Während beide trinken, sieht Tully sich in dem Lokal um und erkennt, wie fern und unnahbar ihm die anwesenden Menschen erscheinen. Ernie Munger sagt Billy, dass er nun gehen müsse, aber dieser bittet ihn, doch noch ein wenig bei ihm zu bleiben. Ernie bleibt, und beide Männer trinken, sich gegenseitig anschweigend, weiterhin ihren Kaffee gemeinsam.

## Produktionsnotizen
Fat City entstand vor Ort in Stockton (Kalifornien) und erlebte seine Uraufführung am 26. Juli 1972. In Deutschland erlebte der Film seine Erstaufführung am 4. November 1973 um 20.15 Uhr in der ARD.
Die Bauten schuf Richard Sylbert, die Kostüme Dorothy Jeakins. Kris Kristofferson singt sein Lied Help Me Make It Through the Night.
Susan Tyrrell wurde für ihre darstellerische Leistung 1973 für den Oscar in der Sparte Beste Nebendarstellerin nominiert.
Bei dem Darsteller des Oma-Freundes Earl, Curtis Cokes, handelt es sich um einen wirklichen Boxer. Auch Art Aragon, der Interpret des Babe, war in Wirklichkeit ein Profiboxer.

## Wissenswertes
Was der Begriff „Fat City“ bedeutet, erklärte Autor Gardner 1969 in einem Zeitungsinterview. Dabei handele es sich um Schwarzen-Slang, der ein Synonym für ein „gutes Leben“ sei, das man führen wolle.

## Kritiken
Fat City war der erste Film seit gut einem Jahrzehnt (den 1960er Jahren), in dem Regisseur Huston Flop an Flop gereiht hatte, der sich als veritabler Kritikererfolg erweisen sollte. Nachfolgend mehrere Beispiele aus dem In- und Ausland:

„… einer seiner [Hustons] besten Filme.“

„Das ist düsteres Material, aber Fat City ist viel zu voll mit Leben, als dass der Film wirklich so düster wäre wie er erscheint.“

„Lebendige aber allzu lockere Erforschung eines Fehlschlags mit mehr Interesse an den Charakteren als an dem Sport.“

„Straffe Adaption von Leonard Gardners Roman … ist Hustons bester Film in 20 Jahren. Keach, Bridges und Tyrrell sind alle gut.“

„John Hustons Comeback als Qualitätsregisseur, ein erbarmungslos ehrlicher und zugleich deprimierend realistischer Boxerfilm.“

„Hustons Spezialbegabung trat in Fat City (1972) wieder hervor, in dem das angebliche Thema — zweitklassige Boxer und ihre Promoter — dem Rahmen für eine gründliche Studie über persönlichen und beruflichen Erfolg bot.“

„Ein Gleichnis vom ewigen Kampf des Menschen gegen Mißerfolg und Verzweiflung, die zuerst im einzelnen und erst dann im unerbittlichen Leistungsprinzip der Gesellschaft begründet sind.“